# Riu Toa
El riu Toa, és el més cabalós de Cuba amb 31 metres cúbics per segon, està situat a la província de Guantánamo, a la rodalia de la ciutat de Baracoa. El seu nom procedeix d'una veu indígena que significa "granota". El riu té una longitud de 130 km, neix a les muntanyes de Nipe-Sagua Baracoa i desemboca a les Cuchillas de Baracoa a la costa nord de la província. Passa per una zona declarada Reserva de la biosfera, per la UNESCO on es va crear el Parc Alejandro von Humbolt. La seva conca és d'aproximada-ment 1.060 km² i la pluja mitjana anual és de 2.800 mm, la més gran de tot Cuba.
El riu és un dels més ben conservats del país a causa del relatiu aïllament de la zona on està enclavat, altament protegida. Envoltat pels  boscos tropicals millor conservats del Carib insular, és una important regió ecològica.

## Cristòfor Colom
Cristòfor Colom hi va fer parada en la seva desembocadura en el seu primer viatge de la descoberta. Bartolomé de las Casas l'esmenta com a Río de Mares, nom que li donar Colom, hi situa el port de Mares del que ens diu que tenia gran quantitat de vegetació i un dels més bonics del Nou Món.